# Países Bajos en los Juegos Olímpicos de Moscú 1980
Los Países Bajos estuvieron representados en los Juegos Olímpicos de Moscú 1980 por un total de 75 deportistas que compitieron en 10 deportes.

## Medallistas
El equipo olímpico neerlandés obtuvo las siguientes medallas:
| Nombre                                                            | Deporte   | Competición       |
| ----------------------------------------------------------------- | --------- | ----------------- |
| Oro                                                               |           |                   |
| —                                                                 |           |                   |
| Plata                                                             |           |                   |
| Gerard Nijboer                                                    | Atletismo | Maratón M         |
| Bronce                                                            |           |                   |
| Henk Numan                                                        | Judo      | –95 kg M          |
| Cornelia van Bentum Regina de Jong Annelies Maas Wilma van Velsen | Natación  | 4 × 100 m libre F |